# Phaonia dismagnicornis
Phaonia dismagnicornis är en tvåvingeart som beskrevs av Xue och Cao 1989. Phaonia dismagnicornis ingår i släktet Phaonia och familjen husflugor. Inga underarter finns listade i Catalogue of Life.